# Brandweerkruis
Het Brandweerkruis is een onderscheiding van Brandweer Nederland. Brandweer Nederland is de opvolger van de samengevoegde Nederlandse Vereniging voor Brandweerzorg en Rampenbestrijding (NVBR) en de Vakvereniging Brandweervrijwilligers (VBV) en wordt voor langdurige dienst uitgereikt. Er zijn vijf graden:
| Bronzen brandweerkruis                 | voor 12½ jaar dienst. | Een achtpuntig rood geëmailleerd kruis met brede witte biezen op de vier armen. In het centrale medaillon is "12½ jaar" vermeld. De onderscheiding wordt zonder verhoging aan een blauw lint met twee rode middenstrepen gedragen. | Cross of the Dutch Fire Service |
| Bronzen brandweerkruis met kroon       | voor 20 jaar dienst.  | Een achtpuntig rood geëmailleerd kruis met brede witte biezen op de vier armen. In het centrale medaillon is "20 jaar" vermeld. De onderscheiding wordt met een bronzen beugelkroon als verhoging aan een blauw lint met twee rode middenstrepen gedragen. Op de baton wordt een zespuntige bronzen ster gedragen.                              | Een achtpuntig rood geëmailleerd kruis met brede witte biezen op de vier armen. In het centrale medaillon is "20 jaar" vermeld. De onderscheiding wordt met een bronzen beugelkroon als verhoging aan een blauw lint met twee rode middenstrepen gedragen. Op de baton wordt een zespuntige bronzen ster gedragen.                              |
| Verzilverd brandweerkruis              | voor 25 jaar dienst.  | Een achtpuntig blauw geëmailleerd kruis met brede witte biezen op de vier armen. In het centrale medaillon is "25 jaar" vermeld. De onderscheiding wordt met een zilveren beugelkroon als verhoging aan een blauw lint met twee rode middenstrepen gedragen. Op de baton wordt een zespuntige zilveren ster gedragen.                           | Een achtpuntig blauw geëmailleerd kruis met brede witte biezen op de vier armen. In het centrale medaillon is "25 jaar" vermeld. De onderscheiding wordt met een zilveren beugelkroon als verhoging aan een blauw lint met twee rode middenstrepen gedragen. Op de baton wordt een zespuntige zilveren ster gedragen.                           |
| Verzilverd brandweerkruis              | voor 30 jaar dienst.  | Een achtpuntig blauw geëmailleerd kruis met brede witte biezen op de vier armen. In het centrale medaillon is "30 jaar" vermeld. De onderscheiding wordt met een zilveren beugelkroon als verhoging aan een blauw lint met twee rode middenstrepen gedragen. Op de baton wordt een zespuntige gouden ster gedragen.                             | Een achtpuntig blauw geëmailleerd kruis met brede witte biezen op de vier armen. In het centrale medaillon is "30 jaar" vermeld. De onderscheiding wordt met een zilveren beugelkroon als verhoging aan een blauw lint met twee rode middenstrepen gedragen. Op de baton wordt een zespuntige gouden ster gedragen.                             |
| Verguld brandweerkruis met kroon       | voor 35 jaar dienst.  | Een achtpuntig blauw geëmailleerd kruis met brede witte biezen op de vier armen. In het centrale medaillon is "35 jaar" vermeld. De onderscheiding wordt met een vergulde beugelkroon als verhoging aan een blauw lint met twee rode middenstrepen gedragen. Op de baton worden twee zespuntige gouden sterren gedragen.                        | Een achtpuntig blauw geëmailleerd kruis met brede witte biezen op de vier armen. In het centrale medaillon is "35 jaar" vermeld. De onderscheiding wordt met een vergulde beugelkroon als verhoging aan een blauw lint met twee rode middenstrepen gedragen. Op de baton worden twee zespuntige gouden sterren gedragen.                        |
| Verguld brandweerkruis met lauwerkrans | voor 40 jaar dienst.  | Een achtpuntig blauw geëmailleerd kruis met brede witte biezen op de vier armen is op een gouden lauwerkrans gelegd. In het centrale medaillon is "40 jaar" vermeld. De onderscheiding wordt met een vergulde beugelkroon als verhoging aan een blauw lint met twee rode middenstrepen gedragen. Op de baton wordt een vergulde kroon gedragen. | Een achtpuntig blauw geëmailleerd kruis met brede witte biezen op de vier armen is op een gouden lauwerkrans gelegd. In het centrale medaillon is "40 jaar" vermeld. De onderscheiding wordt met een vergulde beugelkroon als verhoging aan een blauw lint met twee rode middenstrepen gedragen. Op de baton wordt een vergulde kroon gedragen. |

## Draagwijze
Voor de brandweeronderscheidingen bestaan weinig regels. Het Ministerie van Defensie noemt ze niet in de limitatieve en officieel voorgeschreven Voorschrift Militair Tenue wat betekent dat men de modelversierselen en batons geen van allen op militaire uniformen mag worden gedragen. Op politie-uniformen draagt men de brandweeronderscheidingen wél. Daar is weinig of niets geregeld. Brandweerlieden dragen op hun uniformen soms batons of modelversierselen.
In de voor burgers bestemde Draagvolgorde van de Nederlandse onderscheidingen zoals die door de Kanselier der Nederlandse Orden werd uitgegeven worden de brandweeronderscheidingen niet genoemd.